# Прилепско кралство
Прилепското кралство е държава в Югоизточна Европа, съществувала между 1371 и 1395 година.
То се образува върху личните владения на Вълкашин Мърнявчевич, който получава от сръбския цар Стефан Урош V титлата крал. След смъртта на двамата през 1371 година, синът на Вълкашин Крали Марко претендира за управлението на цяла Сърбия, но не успява да се наложи над останалите претенденти за трона и на практика управлява собствено кралство с център в Прилеп. В последните години от живота си Марко е васал на Османската империя, която след неговата смърт през 1395 година анексира владението му, превръщайки го в основа на Охридския санджак.